# First Sting
First Sting е първата официална издадена видеокасета на германската рок група „Скорпиънс“, издадена на 2 юли 1985 г. от „Мъркюри Рекърдс“ в САЩ. В нея са събрани част от най-популярните видео изпълнения на групата от средата на 80-те години, по време на световното концертно турне Love at First Sting Tour (1984-1986). First Sting е предшестван от най-успешния видео албум на „Скорпиънс“ World Wide Live, издаден същата година. Освен на видеокасета, First Sting е издаден и на отпичен диск през 1985 г. в Япония, за възпроизвеждане в домашни условия.
Обложката е създадена от „Кочловски“, която е германска компания за графичен дизайн и включва снимка, заснета от известния германски фотограф Хелмут Нютон и първоначално използвана за студийният албум на „Скорпиънс“ Love at First Sting, издаден през 1984 г.
Британското списание „Мюзик Уийк“ съобщава, че музикалните видеоклипове доставят „типичен за „Скорпиънс“ огън и жупел. Качеството както на звука, така и на възпроизвежданите изображения е отлично, което високо осветява докосването отгоре надолу на класа за това видео.“ На 11 май 1985 г. First Sting дебютира в списъка за музикални видеоклипове на „Мюзик Уийк“ под №16, а за седмицата на 1 юни достига най-високата си позиция под №4. В Съединените американски щати на 31 август дебютира под №19 в „„Билборд“ Топ Мюзик Видеокасетс“ на списание „Билборд“ и до 14 септември достига №15. От своя страна на 12 октомври същата година достига №8 в „„Кешбокс“ Топ 15 Мюзик Видеокасетс“ на „Кешбокс“.

## Списък с песните
1. Rock You Like a Hurricane (Рудолф Шенкер, Клаус Майне, Херман Раребел) – 4:13 (от албума Love at First Sting)
2. No One Like You (Рудолф Шенкер, Клаус Майне) – 3:55 (от албума Blackout)
3. I‘m Leaving You (Клаус Майне, Рудолф Шенкер) – 4:22 (от албума Love at First Sting)
4. Still Loving You (Рудолф Шенкер, Клаус Майне) – 4:50 (от албума Love at First Sting)

## Музиканти
- Клаус Майне – вокали
- Рудолф Шенкер – китари, вокали
- Матиас Ябс – китари
- Франсис Буххолц -бас
- Херман Раребел – барабани

## Позиция в класациите
| Класация                                   | Най-висока позиция | Източник |         |
| 1985 г.                                    | 1985 г.            | 1985 г.  | 1985 г. |
| ------------------------------------------ | ------------------ | -------- | ------- |
| САЩ („„Билборд“ Топ Мюзик Видеокасетс“)    | 15                 | [ 10 ]   |         |
| САЩ („„Кешбокс“ Топ 15 Мюзик Видеокасетс“) | 8                  | [ 11 ]   |         |
| Великобритания („Мюзик Уийк Мюзик Видео“)  | 4                  | [ 8 ]    |         |